# Mascagnia microcarpa
Mascagnia microcarpa är en tvåhjärtbladig växtart som först beskrevs av Noel Yvri Sandwith, och fick sitt nu gällande namn av W.R. Anderson. Mascagnia microcarpa ingår i släktet Mascagnia och familjen Malpighiaceae. Inga underarter finns listade i Catalogue of Life.